# Vertrag von Canfranc
Der Vertrag von Canfranc war ein am 28. Oktober 1288 geschlossener Vertrag zwischen dem englischen König Eduard I. und König Alfons III. von Aragón über die Freilassung von König Karl II. von Neapel.

## Vorgeschichte
In den 1280er Jahren versuchte der englische König Eduard I. zwischen den verfeindeten Königreichen Aragón und Sizilien, das von Frankreich unterstützt wurde, zu vermitteln. Nachdem sich die Insel Sizilien in der Sizilianischen Vesper gegen die Herrschaft des Hauses Anjou, einer Nebenlinie des französischen Königshauses erhoben hatte, war die Insel an Peter III. von Aragón gefallen, so dass den Königen aus dem Haus Anjou nur das Festland mit Neapel blieb. Von 1284 bis 1285 hatte der französische König Philipp III. einen vergeblichen Krieg gegen Aragón geführt. Das Ziel des englischen Königs war es nun wahrscheinlich gewesen, die abendländischen Königreiche zu befrieden, um einen gemeinsamen neuen Kreuzzug zur Unterstützung der von den Muslimen schwer bedrängten Kreuzfahrerstaaten im Heiligen Land zu ermöglichen. 1286 war Eduard I. nach Frankreich gereist, wo er zunächst in Paris einen Waffenstillstand zwischen Frankreich und Aragón vermittelt hatte. In seinem eigenen Streit mit Frankreich über den Besitz des Quercy war er zu einem Kompromiss bereit gewesen. Im Juli 1286 reiste Eduard I. von Paris weiter in die zu seinem Reich gehörende Gascogne.

## Abschluss des Vertrags von Canfranc
In dem Konflikt zwischen Aragón und Neapel-Sizilien war 1284 Karl von Salerno, der 1285 als Karl II. den Thron des Königreichs Neapel-Sizilien geerbt hatte, in aragonische Gefangenschaft geraten. Alfons III. von Aragón wollte dies ausnutzen, um sich den Besitz von Sizilien zu sichern. Bereits im 1286 geschlossenen Vertrag von Cefalù hatte er Sizilien seinem Bruder Jakob übergeben lassen. Im Juli 1287 traf er sich mit Eduard I. in Oloron-Sainte-Marie in der Gascogne. Alfons III. erklärte sich im Vertrag von Oleron-Sainte-Marie bereit, Karl von Salerno gegen die Zahlung von  50.000 Mark freizulassen, von denen 30.000 Mark sofort bar gezahlt werden sollten. Die ältesten drei Söhne von Karl von Salerno sowie 50 Adlige aus der Provence sollten zur Absicherung des Vertrages als Geiseln gestellt werden, und Karl selbst musste innerhalb von drei Jahren einen Frieden mit Aragón schließen. Da der mit Frankreich sympathisierende Papst Honorius IV. im April 1287 gestorben war und bislang kein neuer Papst gewählt worden war, gab es von Seiten der Kurie keine Einwände. Da im Falle der Nichterfüllung des Vertrags die Provence an Aragon fallen sollte, versuchte der französische König Philipp IV. die Umsetzung des Vertrags zu verhindern, und in der Folge erklärte der neue Papst Nikolaus IV. den Vertrag für ungültig. Eduard I. war jedoch offenbar entschlossen, die Freilassung von Karl von Salerno zu erreichen. Im Oktober 1288 kam es im aragonischen Canfranc zu neuen Verhandlungen zwischen englischen und aragonesischen Unterhändlern, die am 28. Oktober zum Abschluss des Vertrags von Canfranc führten. In diesem erklärte sich Eduard I. bereit, selbst die Geiseln zu stellen, bis die geforderten 30.000 Mark an Aragon gezahlt waren. Zu den Geiseln gehörte Gaston de Béarn, einer der mächtigsten Adligen aus der Gascogne, und mit Otton de Grandson, John de Vescy, William Latimer, Hugh Audley und John de St John mehrere Vertraute aus Eduards Gefolge. Die Geiseln wurden in ehrenvolle leichte Haft genommen, bis der englische König unter großen Anstrengungen die geforderte Summe aufbringen konnte. Vor März 1289 wurden die Geiseln wieder freigelassen. Alfons III. ließ Karl von Salerno frei, der Alfons Zugeständnisse machen musste.

## Folgen
Nach seiner Freilassung wollte Karl die Zugeständnisse, die er für seine Freilassung im Vertrag von Canfranc machten musste, nicht einhalten. Der Papst krönte ihn unter Bruch des Vertrags zum König von Sizilien und erteilte ihm für den Bruch des Eides, den er auf die Einhaltung des Vertrags geleistet hatte, die Absolution. Dazu erlaubte ihm der Papst auch die Erhebung eines Kreuzzugszehnten für den Krieg gegen Aragón. Otton de Grandson, der als englischer Gesandter am Papsthof war, erhob gegen diesen Bruch des Vertrags vergeblich Einspruch. Damit waren die diplomatischen Bemühungen des englischen Königs gescheitert, so dass kein gemeinsamer Kreuzzug der abendländischen Königreiche zustande kam. Ohne ausreichende Unterstützung wurden die Reste der Kreuzfahrerstaaten 1291 von den Mamluken erobert. Karl von Salerno musste 1291 in Verhandlungen in Tarascon einen Waffenstillstand mit Aragón schließen, in dem er dessen Herrschaft auf Sizilien anerkannte. Kurz danach starb Alfons III., ohne dass seine Ehe mit der englischen Königstochter vollzogen worden war. Damit war auch das geplante Heiratsbündnis zwischen England und Aragón gescheitert. Die 30.000 Mark, die Eduard I. für die Freilassung von Karl von Salerno gezahlt hatte, sollte dieser natürlich zurückzahlen, doch offenbar erhielt der englische König nicht auch nur einen Teil des Geldes zurück. Der Konflikt zwischen Frankreich und dem Haus Anjou auf der einen Seite und Aragón auf der anderen Seite wurde 1295 im Friede von Anagni und schließlich dauerhaft im 1302 geschlossenen Friede von Caltabellotta beigelegt.